# Замок де Нобили-Вителлески
Замок де Нобили-Вителлески — замок в итальянском городе Лабро, основанный на рубеже IX—X веков семьей де Нобили.
В 956 году Альдобрандино де Нобили получил во владение от Оттона I Великого город Лабро и еще 12 замков и укрепленных поселений в герцогстве Сполето и округе Риети. Император даровал семье герб, на котором изображены коронованный орел, символ Священной Римской империи, и рыба, символизирующая владение семьей всеми водными ресурсами региона. Первоначально замковые укрепления состояли из массивной квадратной башни, возвышающейся над городом, который, в свою очередь, был защищен оборонительной стеной, включавшей еще семь башен.
В 1498 семья была отлучена от церкви Папой Римским Сикстом IV. Причиной отлучения послужила смерть священника от руки Джованни де Нобили. В результате этого отлучения была уничтожена огромная башня и часть города. Документ об отлучении, до сих пор сохранившийся в архивах замка, предусматривал, что вместо большой квадратной башни на её месте будет возведена церковь.
Семье же остались городские стены, которые Джордано де Нобили использовал, чтобы построить новый замок, в котором и по сей день проживают его потомки.
Происхождение семьи де Нобили, в соответствии с результатами исследований документов, найденных в архивах замка, (опирающихся, в первую очередь, на рукопись «История Лабро» нотариуса Ипполито Табулацци (1630), как представляется, лангобардское: «Графы Марси и Риети были ответвлениями лангобардской семьи герцогов Сполето. В 956 году владетельные синьоры Лабро получили от императора Оттона I герб с коронованным орлом и рыбой (символ их владения территорией, включающих озера и реки) и 12 замков, среди которых был назван и Лабро». Многочисленные архивные документы позволили восстановить все генеалогическое древо семьи от её истоков до наших дней. Среди имен первого поколения появляется имя Пандольфо, упоминаемый в связи с его смертью в битве 1256 года, сражавшегося в войсках короля Манфреда, сына Фридриха II Швабского.

## Происхождение фамилии
Происхождение фамилии де Нобили связано с понятием «нобиль», то есть, «знатный человек, аристократ», под которым семья фигурировала, будучи владетельными синьорами Лабро. В 1575 Джером де Нобили взял в жены Вирджинию Вителлески, последнюю в роду, носящую это имя. По просьбе семьи Вирджинии, особенно её брата Муцио Вителлески, главы ордена иезуитов, фамилия была добавлена к де Нобили, и два герба были объединены в один. Юридический акт, официально санкционирующий объединение фамилий и гербов, хранится в исторических архивах Капитолия. Аутентичная копия документа находится в архивах де Нобили-Вителлески, в городе Лабро.
В арсенале замка до сих пор хранится большой черно-золотой герб в форме сердца, изготовленный для празднования союза между двумя семьями и объединения двух гербов: орел и рыба, символы семьи де Нобили, и символы семьи Вителлески: два теленка (итал. vitello) и флорентийские лилии.